# 宗教的トラウマ症候群
宗教的トラウマ症候群（しゅうきょうてきトラウマしょうこうぐん、英語: Religious Trauma Syndrome、RTS）は、権威主義的、独善的、支配的な宗教団体や信念体系の内部で、またそれらを離れた時に経験し得る一連の症状として、数々の心理学者や心理療法家によって提唱されている。症状には、認知的、感情的、機能的、社会的/文化的な問題、発達の遅延等が含まれる。宗教的トラウマ症候群（RTS）は精神疾患の診断・統計マニュアル（DSM-5）やICD-10に記載されてはいない。
宗教的トラウマ症候群（RTS）には主に二つの原因が存在する。支配的な宗教共同体による長期にわたる虐待的な教化と、そこからの脱会に伴う困難である。宗教的トラウマ症候群（RTS）の症状に関する研究は、心的外傷後ストレス障害（PTSD）、複雑性PTSD等のトラウマに関する心理学的理論を元に、宗教特有の関係的、社会的な文脈を考慮する事で発展してきた。
宗教的トラウマ症候群（RTS）という言葉は、2011年に心理学者のマーリーン・ウィネルが英国認知行動療法学会に寄稿した論文で初めて使用されたが、それ以前からこの現象は認識されていた。この用語は、心理療法家、元原理主義者、宗教的洗脳から回復した人々の間で広まっている。ウィネルは、宗教的トラウマ症候群（RTS）に関連する症状に名前を付ける必要性とその利点について、拒食症に疾患名を付けるのと同様であると説明している。宗教的トラウマ症候群（RTS）というラベルを付けることでサバイバーの羞恥心や孤立感を和らげることができると同時に、診断、治療、および専門家の訓練の手助けにもなる。宗教的トラウマのサバイバーは、宗教的トラウマ症候群（RTS）という現象が本当に存在すると知って安堵することもあると報告されている。

## 症状
宗教的トラウマ症候群（RTS）の症状として様々な機能障害が確認されており、人によってその数や程度が異なる。
- 認知的： 混乱、意思決定や批判的思考の困難、解離、アイデンティティ混乱
- 感情的： 不安、パニック発作、抑うつ、自殺念慮、怒り、悲嘆、罪悪感、孤独、意味の欠如
- 機能的： 睡眠・摂食障害、悪夢、性機能障害、薬物乱用、身体化
- 社会的/文化的： 家族や社会的ネットワークの断絶、就職難、経済的困難、社会への適応困難、対人関係障害
- 発達の遅れ：宗教的環境の中で情報が統制され、批判的思考が妨げられた結果としての感情的、知的、社会的、性的な未熟[3]

宗教的トラウマは症候群（RTS）、自殺や殺人といった深刻な結果ももたらし得る。

## 宗教的トラウマ症候群（RTS）の発症のメカニズム

### 教化
宗教的トラウマ症候群（RTS）の原因となる宗教的環境の特徴は「あなたは大丈夫ではない」「あなたは安全ではない」という二つのメッセージが繰り返される事であり、それらは多くの場合、原罪や地獄といった教義を用いて強調される。
宗教的トラウマ症候群（RTS）の発症は、複雑性PTSDの発症と比較することができる。複雑性PTSDは、逃げ場がほとんどない状況下で、対人トラウマを長期にわたって繰り返し経験することによって発症する精神障害と定義されている。 人間を本質的に欠陥のある存在と見なす暴力的で万能な神が存在しており、教えに従わないと永遠の滅び、許されない罪、悪魔の憑依などの恐ろしい可能性があることを宗教指導者や保護者等の身近な人々に繰り返し言い聞かされる事は、逃げ場の無い継続的なトラウマ体験であり、宗教的トラウマ症候群（RTS）はこれに対する自然な反応である。
LGBTQIA+の人々は、権威主義的な宗教団体の期待に沿うために性的指向や性自認を変えようとするため、特に宗教的トラウマ症候群（RTS）や複雑性PTSD発症のリスクが高い。自分の指向性を無理して変えようとする過程で自虐的な思考パターンに陥りやすく、宗教的トラウマ症候群（RTS）の複雑性PTSD的な症状の悪化に貢献し得る。性的アイデンティティの制限に従わなければ、永遠の天罰を受け、愛する人や宗教的コミュニティから生涯引き離されるのではないかという恐怖の中で常に生活することは、宗教的トラウマ症候群（RTS）の症状を長期化させる可能性がある。

### 脱会
支配的な宗教的共同体を離れることは、時に解放的な体験となる一方で、大きなトラウマとなる出来事となることもある。 宗教的共同体は、社会的支援、一貫した世界観、生きる意味や目的意識、社会的・感情的満足感を提供し、個人の生活の基盤となっていることが多い。 これらすべてを置き去りにすることは、重大な喪失であると同時に、現実を完全に再構築するという膨大なタスクを、共同体に残る家族や友人の助けなしで行わなければならない事を意味する。
加えて、地獄、天罰、悪魔、悪霊などの存在や、「外の世界」が邪悪であるといった、暴力的あるいは脅迫的な考え方や信念が、当たり前の事として個人の世界観の基本構造に組み込まれている場合、支配的な宗教共同体という「安全地帯」から離れて外の世界と関わる事は、様々な場面で不安を引き起こす原因になり得る。
権威主義的な宗教的環境の中で危害を受けている事に個人が気付き始めたとしても、その違和感は宗教団体によって否定されたり、宗教は基本的に良いものであるという一般社会の通念によって、状況が複雑化する場合がある。第一に宗教的共同体によって、第二に宗教虐待のサバイバーの体験よりも宗教を擁護する一般社会によって、多重の組織的な裏切りを経験することは、宗教的トラウマ症候群（RTS）の症状を悪化させる可能性がある。脱会者は元々所属していた団体のメンバーから強い敵意を向けられることもある。

## 宗教的トラウマ症候群（RTS）の先行研究
診断と治療が可能な一連の症状としての宗教的トラウマ症候群（RTS）の発展は、複数の心理学理論の学問的枠組みに依拠している。

### 心的外傷後ストレス障害（PTSD）
様々なトラウマ理論と同様に、宗教的トラウマ症候群（RTS）の発展は心的外傷後ストレス障害（PTSD）の理論体系に影響を受けている。DSM-5では、心的外傷後ストレス障害（PTSD）は性的暴行、戦争、交通事故、児童虐待など、生命を脅かすようなトラウマ体験に晒された後に発症する精神障害と定義されている。これらのトラウマ体験は実際に経験したものに限らず、その場に立ち会ったもの、想像されたものであったとしても心的外傷後ストレス障害（PTSD）は発症し得る。重要なのは生命を脅かす危険を認知したということである。宗教的トラウマ症候群（RTS）の場合、地獄の業火などのイメージがトラウマとなる可能性がある。原理主義的な宗教グループでは子供達を教化するために恐ろしい物語を用いることもある。
信仰を離れるという体験は、短期間で起こる場合もあれば、長期にわたって起こる場合もある。脱会経験の激しさと多岐に渡る影響の大きさから、心的外傷後ストレス障害（PTSD）の原因となる出来事と比較することができる。心的外傷後ストレス障害（PTSD）の主な症状は、再体験（フラッシュバック、悪夢）、回避（トラウマ体験を思い出させる場所、もの、思考から遠ざかる）、過剰な反応や過覚醒、認知障害、気分障害等であり、これらの症状は宗教的トラウマのサバイバーにも共通する。

### 複雑性PTSD
複雑性PTSDは一度限りの出来事ではなく、数ヶ月から数年にわたってトラウマが繰り返されることによって引き起こされる精神障害である。どんなタイプのトラウマでも長期化すれば複雑性PTSDにつながる可能性がある。複雑性PTSDの概念を提唱した心理学者ジュディス・ハーマンは、心理学におけるトラウマの概念の歴史をまとめ、トラウマからの回復の三段階モデル（安全の確立、想起と服喪追悼、再結合）を紹介した。ハーマンはトラウマに名前をつけて診断する事が回復のために重要であると解説しており、宗教的環境で受けたトラウマに対して宗教的トラウマ症候群（RTS）という名前をつけることの必要性を裏付けるものである。ハーマンは複雑性PTSDを束縛や監禁を生き延びた経験がトラウマ化したものと捉えられるとも説明しており、宗教的トラウマ症候群（RTS）は物理的な囚われに限らず、教義によって知覚された囚われ（神の裁きからは逃れられない等、#RTS発祥のメカニズム）に反応して引き起こされるトラウマだとも言う事もできる。
複雑性PTSDの症状には、心的外傷後ストレス障害（PTSD）の症状に加え、感情制御機能の欠如、解離、否定的な自己認識、人間関係の問題、またRTSで特に顕著な意味の喪失などが含まれる。トラウマの専門家のピート・ウォーカーは、愛着障害は複雑性PTSDの主要な症状の一つであると見ており、危険性があると認知される養育者のもとで育った結果であると説明している。虐待やネグレクトが繰り返される事で交感神経が優位になり、子供は恐怖の中で生活するようになる。

### 裏切りのトラウマと砕かれた仮定理論
伝統的な心的外傷後ストレス障害（PTSD）の捉え方ではトラウマ体験に対する恐怖感を和らげるため、感情の働きを変化させていくことに焦点を当てた治療が施されるが、宗教的トラウマは症候群（RTS）は個人が抱いていた基本的仮定が砕かれることにより生じる裏切りのトラウマの一連の症状と比較する事ができる。裏切りのトラウマ理論は、砕かれた仮定理論を提唱したジャノフ・ブルマンの三つの基本的仮定（世界は善である、世界には意味がある、自分には価値がある）に、四つめの仮定（人間は信頼でき、関わる価値がある）を加える。裏切りのトラウマ理論では、被害者はこの四つめの仮定が崩されるトラウマ体験を避けるため、無意識のうちに裏切りが行われたことに対して気づかないようにする事があるとする。
宗教的トラウマ症候群（RTS）は、権威主義的な共同体や宗教指導者などの信頼をおいている存在から被害を受けるという点において、裏切りのトラウマと比較する事ができる。また、裏切りのトラウマ理論では基本的前提が打ち砕かれる事はそれ自体がトラウマとなり得るとする。RTSでは、個人は家族、宗教共同体、宗教指導者からの裏切りを経験するだけでなく、その人の信仰が打ち砕かれるという経験が起こる。自分の世界観を失うのと同時に、その危機を乗り越えるための感情的・社会的支援も失い、極端な感情の動きを経験し、更なるトラウマを引き起こす可能性がある。
恐怖に焦点を当てると、暴露療法や感情機能の調節を通じてトラウマの症状を治療す傾向があるが、裏切りのトラウマ理論では裏切りが起こった背景に着目し、原因を個人ではなくトラウマ的な出来事におくため治療方針が異なり、RTSにも同様のことが言える。

### 宗教が引き起こす危害とトラウマ
権威主義的な宗教によって引き起こされる可能性のある心理的危害は、宗教的トラウマ症候群（RTS）というラベルが生まれる前から様々な著作の中で扱われてきた。これらの著作には、心理学者やセラピストによるものや、元牧師を含む元信者の手記などがある。カルトの専門家であるスティーブン・ハッサンの研究は、不当な影響力を行使するどのような権威主義的集団にも当てはまる。ジャーナリストのジャネット・ハイムリックは、宗教共同体におけるマルトリートメントに関する研究の中で、最も有害な集団が掲げる聖書の解釈と信念体系は、権威主義的、孤立的、脅迫的な現実のモデルを作り出すものであると特定した。

## 関連する実証研究

### ストレス
ストレスやトラウマ的体験に関する医学的研究によって、それらが病気や精神疾患を引き起こすことという証拠が発見されている。人生におけるストレス体験についての研究では、宗教的危害や信仰からの離脱がストレス体験の具体例として挙げられてはいないが、ストレスが神経系を活性化させ、病気を引き起こすという事はっきりと示している。動物を使った研究では、トラウマが扁桃体、海馬、前頭前皮質に継続的な影響を与えることが示唆されている。

### 逆境的小児期体験
カイザーパーマネンテとアメリカ疾病予防管理センターによる、逆境的小児体験（ACEs）に関する研究では、小児期の逆境的体験が、生涯にわたる健康問題や社会問題と関連していることが実証されている。逆境的体験には身体的、性的、精神的虐待や、身体的、精神的ネグレクトなどが含まれる。これらの危害が宗教的な環境の中で加えられることもあるだろう。
認知科学者および神経学者による研究によると、幼少期の逆境的体験は神経回路形成や神経内分泌の化学物質に変化を起こし、病気や老化のプロセスを早めたり、免疫システムを損なうなど、身体に長期的な影響を及ぼす可能性があるという。数多くの実証研究から、児童虐待は、成人期におけるうつ病やその他の精神疾患の罹患率の顕著な上昇と関連していることがわかっている。
極端な原理主義と脳の損傷との間に相関関係があるとする研究では、極端な宗教的洗脳が前頭前野の発達や機能を害することで、認知の柔軟性や開放性に影響が出ることが示唆されている。

### 宗教的トラウマ症候群（RTS）の研究
現在までのところ、宗教的トラウマ症候群（RTS）に関する研究のほとんどは定性的であり、インタビューや臨床現場での事例研究など、個人的な経験に焦点を当てたものが多いが、295人の元エクスクルーシブ・ブレザレン信者を対象としたミルトンの調査のような定量的研究も存在する。この研究では、脱会者の方が一般集団よりも心理的苦痛の尺度が高いことが発見された。

## 治療と回復への道のり
メンタルヘルスの専門家、ライフコーチ、パストラルケアの実践者等によって、宗教的トラウマ症候群（RTS）を治療するためのアプローチが開発されきた。暴露療法は推奨されないが、トラウマに焦点を当てた認知行動療法、集団療法と1対1のセッションの組み合わせ、トラウマに配慮した心理教育、トラウマ処理、グリーフワークなどの有効性が示されている。ウィネルのアプローチでは、治療は全体的であり、複合的であることが重要とされる。つまり、認知的、感情的、生理学的、関係的な側面を、社会的な文脈の中で扱う必要がある。
宗教的トラウマ症候群（RTS）の治療は、現代に存在する様々なトラウマの治療法に影響を受けている。ウォーカーによると、トラウマ回復のための重要な要素は、自己批判をする声（内なる批評家）を小さくする事、悲しみの役割を認識する事、そして不快感に対して思いやりを持って寄り添い続ける事、などがある。
グループ支援は宗教的トラウマからの回復に効果的な治療法であるようで、専門的な回復支援グループ、ピアサポートグループ、オンラインフォーラムなど、数多くのサービスが発展してきた。これらが効果的なのは、支援が必要な人たちは家族や教会といった主要な支援システムを失っている事が多く、社会的支援は人間にとって必要不可欠であると同時に、トラウマの生理学を理解するためには欠かせないもので、グループが存在する事で治療の過程で孤独や罪悪感を感じにくくすることができる、といった理由が考えられる。
リベラルな教会の中にはセラピーを提供するところもあるが、プロのセラピストは、治療は中立的な環境で行うべきであり、宗教的な文脈で行うべきでないという見解を持っている。

### 回復のタスク
回復のためには個人の症状や状況に応じて、成長や探究が必要な領域を特定する必要がある。
- 認知的課題:
  - 批判的思考能力の開発
  - 宗教的トラウマ症候群（RTS）に関する心理教育の提供
  - 意思決定の枠組みの提供
  - 良好な精神衛生状態の育成（白黒思考や性急な判断を避ける等）
  - アイデンティティの確立[2]
- 感情的課題:
  - 感情調節障害への対処法の探究
  - フラッシュバックへの対処法の探究[15]
- 機能的課題:
  - 健康的で規則正しい睡眠・食事の確立
  - 健全な性教育の提供
  - ソマティック・アプローチを通した身体感覚とのつながりの確立[40]
- 社会的/文化的課題:
  - 支配的な信仰共同体外での社会的ネットワークの発見と確立
  - 経済的安定性の確立
  - 社会への適合方法の学習
  - 多角的な観点から物事を見るなど、対人スキルの習得[36]

多くの発達課題は、認知的課題、感情的課題、機能的課題、社会的/文化的課題と重複している。発達課題への対処としては、まずは発達の遅れを認識し、人間としての自然な発達が継続して行われるために、批判的思考、性の健康、精神衛生、社会化などについて必要な教育を提供する事が重要である。

## 宗教的トラウマ症候群（RTS）の認知
宗教的トラウマ症候群（RTS）に関する情報は、主流メディアやインターネット上のニュース等を通して広まりつつある。助けを求める人々は世界中に存在し、認知度は世界的なものになりつつある。
宗教的トラウマ症候群（RTS）に関する研究の多くはキリスト教原理主義を中心に行われてきたが、末日聖徒イエス・キリスト教会、エホバの証人、ファミリー・インターナショナル、ユダヤ教正統派、世界平和統一家庭連合、イスラム教原理主義グループなど、あらゆる団体に応用されている。原理主義的な宗教から個人が抜け出していく過程は、先に述べた本や回想録に加え、数多くの映画の題材にもなっている。

## 今後の展望
宗教的トラウマ症候群（RTS）の存在を認めるために、すべての宗教やスピリチュアリティが有害であると言う必要はない。ある種の宗教、特に原理主義的で家父長制的な宗教には、有害な教えと有害の実践の両方が存在する傾向があり、被害はそれらのメカニズムによってもたらされる。その一方、どんな宗教団体であっても、その中に健全な教えや実践が存在することはあり得る。ある宗教が有害か健全かという問いに一般解を与えようとするよりも、被害をもたらすメカニズムを研究する方が有用性が高い。
2019年に、セラピストのローラ・アンダーソンとブライアン・ペックによって宗教的トラウマ研究所（Religious Trauma Institute）が設立された。現在、同研究所は「逆境的宗教体験」についての調査を行っている。これは、逆境的小児体験との比較研究を行えるようにするためのものであるが、実際の因果関係のパターンを調べるための縦断的研究が必要である。